# Copa Rostelecom 2010
La Copa Rostelecom de 2010, también conocida como Copa de Rusia fue una competición internacional de patinaje artístico sobre hielo, la quinta del Grand Prix de patinaje artístico sobre hielo de la temporada 2010-2011. Organizada por la federación rusa de patinaje sobre hielo, tuvo lugar en Moscú, entre el 18 y el 21 de noviembre de 2010. Se llevaron a cabo competiciones en las modalidades de patinaje individual masculino, femenino, patinaje en parejas y danza sobre hielo, y sirvió como clasificatorio para la Final del Grand Prix de 2010.

## Resultados

### Patinaje individual masculino
| Clasificación | Nombre             | País            | Total  | Programa corto | Programa corto | Programa libre | Programa libre |
| ------------- | ------------------ | --------------- | ------ | -------------- | -------------- | -------------- | -------------- |
| 1             | Tomáš Verner       | República Checa | 230.31 | 3              | 74.10          | 1              | 156.21         |
| 2             | Patrick Chan       | Canadá          | 227.21 | 1              | 81.96          | 2              | 145.25         |
| 3             | Jeremy Abbott      | Estados Unidos  | 217.21 | 2              | 77.61          | 4              | 139.60         |
| 4             | Samuel Contesti    | Italia          | 207.30 | 9              | 65.69          | 3              | 141.61         |
| 5             | Alban Préaubert    | Francia         | 204.68 | 5              | 70.50          | 5              | 134.18         |
| 6             | Artur Gachinski    | Rusia           | 202.94 | 4              | 72.41          | 7              | 130.53         |
| 7             | Yuzuru Hanyu       | Japón           | 202.66 | 6              | 70.24          | 6              | 132.42         |
| 8             | Ivan Tretiakov     | Rusia           | 189.85 | 10             | 65.61          | 8              | 124.24         |
| 9             | Javier Fernández   | España          | 184.06 | 8              | 66.46          | 10             | 117.60         |
| 10            | Konstantin Menshov | Rusia           | 181.15 | 7              | 67.34          | 12             | 113.81         |
| 11            | Tatsuki Machida    | Japón           | 177.01 | 12             | 56.37          | 9              | 120.64         |
| 12            | Anton Kovalevski   | Ucrania         | 175.54 | 11             | 60.05          | 11             | 115.49         |

### Patinaje individual femenino
| Clasificación | Nombre            | País           | Total  | Programa corto | Programa corto | Programa libre | Programa libre |
| ------------- | ----------------- | -------------- | ------ | -------------- | -------------- | -------------- | -------------- |
| 1             | Miki Ando         | Japón          | 174.47 | 5              | 54.00          | 1              | 120.47         |
| 2             | Akiko Suzuki      | Japón          | 172.74 | 1              | 57.43          | 2              | 115.31         |
| 3             | Ashley Wagner     | Estados Unidos | 167.02 | 3              | 56.17          | 3              | 110.85         |
| 4             | Agnes Zawadzki    | Estados Unidos | 153.78 | 2              | 56.84          | 8              | 96.94          |
| 5             | Valentina Marchei | Italia         | 153.71 | 6              | 53.61          | 4              | 100.10         |
| 6             | Sofia Biryukova   | Rusia          | 153.05 | 4              | 54.99          | 5              | 98.06          |
| 7             | Ksenia Makarova   | Rusia          | 150.45 | 8              | 52.93          | 6              | 97.52          |
| 8             | Myriane Samson    | Canadá         | 144.32 | 7              | 53.26          | 9              | 91.06          |
| 9             | Aliona Leonova    | Rusia          | 144.06 | 9              | 46.61          | 7              | 97.45          |
| 10            | Jelena Glebova    | Estonia        | 131.20 | 10             | 45.78          | 10             | 85.42          |

### Patinaje en parejas
| Clasificación | Nombre                               | País           | Total  | Programa corto | Programa corto | Programa libre | Programa libre |
| ------------- | ------------------------------------ | -------------- | ------ | -------------- | -------------- | -------------- | -------------- |
| 1             | Yuko Kavaguti / Aleksandr Smirnov    | Rusia          | 182.70 | 1              | 61.91          | 1              | 120.79         |
| 2             | Narumi Takahashi / Mervin Tran       | Japón          | 165.47 | 2              | 55.90          | 3              | 109.57         |
| 3             | Amanda Evora / Mark Ladwig           | Estados Unidos | 162.85 | 4              | 52.58          | 2              | 110.27         |
| 4             | Katarina Gerboldt / Alexander Enbert | Rusia          | 160.42 | 3              | 53.62          | 4              | 106.80         |
| 5             | Paige Lawrence / Rudi Swiegers       | Canadá         | 154.67 | 5              | 51.67          | 5              | 103.00         |
| 6             | Stefania Berton / Ondřej Hotárek     | Italia         | 150.85 | 7              | 49.78          | 6              | 101.07         |
| 7             | Britney Simpson / Nathan Miller      | Estados Unidos | 145.78 | 6              | 50.28          | 7              | 95.50          |
| 8             | Tatiana Novik / Mijáil Kuznetsov     | Rusia          | 136.85 | 8              | 45.48          | 8              | 91.37          |

### Danza sobre hielo
| Clasificación | Nombre                               | País            | Total  | Danza corta | Danza corta | Danza libre | Danza libre |
| ------------- | ------------------------------------ | --------------- | ------ | ----------- | ----------- | ----------- | ----------- |
| 1             | Yekaterina Bobrova / Dmitri Soloviov | Rusia           | 154.33 | 1           | 60.80       | 1           | 93.53       |
| 2             | Nóra Hoffmann / Maxim Zavozin        | Hungría         | 142.09 | 3           | 57.24       | 3           | 84.85       |
| 3             | Yelena Ilinyj / Nikita Katsalapov    | Rusia           | 134.79 | 6           | 49.14       | 2           | 85.65       |
| 4             | Kristina Gorshkova / Vitali Butikov  | Rusia           | 127.47 | 4           | 51.97       | 4           | 75.50       |
| 5             | Lucie Myslivečková / Matěj Novák     | República Checa | 123.70 | 7           | 48.45       | 5           | 75.25       |
| Retirados     | Federica Faiella / Massimo Scali     | Italia          |        | 2           | 57.65       |             |             |
| Retirados     | Madison Hubbell / Keiffer Hubbell    | Estados Unidos  |        | 5           | 50.59       |             |             |
| Retirados     | Alexandra Paul / Mitchell Islam      | Canadá          |        | 8           | 45.75       |             |             |